# Дембіна (Новодворський повіт)
Дембіна (пол. Dębina) — село в Польщі, у гміні Чоснув Новодворського повіту Мазовецького воєводства.
Населення — 303 особи (2011).
У 1975-1998 роках село належало до Варшавського воєводства.

## Демографія
Демографічна структура станом на 31 березня 2011 року:
|          | Загалом | Допрацездатний вік | Працездатний вік | Постпрацездатний вік |
| -------- | ------- | ------------------ | ---------------- | -------------------- |
| Чоловіки | 160     | 25                 | 125              | 10                   |
| Жінки    | 143     | 28                 | 96               | 19                   |
| Разом    | 303     | 53                 | 221              | 29                   |